# Charles Le Quintrec
Charles Le Quintrec (* 14. März 1926 in Plescop; † 14. November 2008 in Lorient) war ein französischer Dichter und Schriftsteller.

## Leben
Charles Le Quintrec war der Sohn eines Landwirts. Er wuchs in der Bretagne in Armut auf, besuchte das Gymnasium in Vannes, war zuerst Bankangestellter und ging 1948 als Journalist nach Paris. Dort veröffentlichte er ab 1953 Gedichte und ab 1959 Romane (insgesamt 20, alle im Verlag Albin Michel).
Le Qintrec erhielt zahlreiche Preise, darunter 1978 den Grand Prix de Poésie der Académie française, 1980 den Prix Saint-Simon, 1990 den Prix Goncourt/Dichtung und 2008 für sein Lebenswerk den Grand prix catholique de littérature.
In Vannes ist eine Straße nach ihm benannt.

## Werke

### Dichtung
- La Lumière et l’argile. Poésie complète, 1945–1970. 1981.
- Le Règne et le royaume. Poésie complète 1970–1982. 1983.
- Terre océane. Oeuvre poétique. A. Michel, Paris 2006. (Gesammelte Dichtung)

### Romane
- Les chemins de Kergrist. 1959.
- Le dieu des chevaux. 1962.
- La maison du Moustoir. 1964.
- Le Mur d’en face. 1965.
- Le chemin noir. 1968.
- La Ville en loques. 1972.
- Pain perdu. 1974.
- Le Château d’amour. 1977.
- Des Matins dans les ronces. 1980.
- Le Christ aux orties. 1982.
- Chanticoq. 1986.
- Les Nuits du Parc-Lann. 1989.
- La querelle de Dieu. 1992.
- La traversée du lac. 1995.
- L’empire des fougères. 1998.
- La saison du bourreau. 2001.
- Le pèlerin de Saint-Roch. 2004.
- Les enfants de Kerfontaine. 2007.

### Erinnerungen
- Une enfance bretonne. 2000.
- Un Breton à Paris. 2002.

### Tagebuch
- Journal. 4 Bde. Albin Michel, Paris 1985–2006.
  - Les Ombres du jour. 1970–1980.
  - Les Lumières du soir. 1980–1985.
  - L’espérance de la nuit. 1985–1993.
  - Demain dès l’aube. 1994–2004.

### Handbuchliteratur
- Jean-Pierre Damour: LE QUINTREC Charles. In: Jean-Pierre de Beaumarchais, Daniel Couty und Alain Rey (Hrsg.): Dictionnaire des littératures de langue française. Bd. G–O. Bordas, Paris 1984, S. 1279–1280.
- Robert Lorho: Charles Le Quintrec. P. Seghers, Paris 1971.